# Usingeriessa brunnildalis
Usingeriessa brunnildalis är en fjärilsart som beskrevs av Dyar 1906. Usingeriessa brunnildalis ingår i släktet Usingeriessa och familjen Crambidae. Inga underarter finns listade i Catalogue of Life.